# Бердах
Бердах (полное имя — Бердимурат сын Гаргабая (Каргабая); каракалп. Berdaq, Бердақ, 1827 — 1900) — один из виднейших представителей каракалпакской литературы, родоначальник современного каракалпакского литературного языка.

## Биография
Не сохранилось никаких письменных сведений о биографии Бердаха, не обнаружено собственных рукописей поэта. Все существующие данные о Бердахе записаны со слов видевших его или знавших при жизни, а также от его ныне здравствующих внуков и правнуков. Множество сведений из биографии поэта мы находим в его творениях.
Согласно этим данным, Бердах родился в 1827 году в местечке Аққала, на южном побережье Аральского моря (современная территория Муйнакского района Республики Каракалпакстан). Его отец Ғарғабай был нищим рыбаком, который постоянно прислуживал богатым феодалам — баям. Деда Бердаха звали Боранбаем, прадеда — Тынетом. Мать Бердаха Қарқара тоже была дочерью бедняка — выходца из рода Мүйтен.
В народе бытуют рассказы о том, что дед Бердаха, не сумев заработать калыма на свадьбу сына, женил его в голодный год на дочери одного из бедняков, внеся выкуп за неё семенами дыни. Вот что пишет об этом сам Бердах в одном из стихотворений:

У моей незабвенной памяти родительницы,
У моей заботливой заступницы,
У моей бедной родной матери
Калыма никогда не было,
Отец мой семена за неё отдал…
Это увидели жившие прежде люди

Когда Бердаху исполнилось 10 лет, он потерял родителей и поселился у младшего брата отца Қошқарбая и его сына Найзабая. Отроческие годы Бердаха прошли в нужде и лишениях, в беспрестанных скитаниях со скотом.
В детстве Бердах занимается в аульной школе и овладевает грамотой. Затем поступает учиться в религиозной медресе — мусульманское духовное училище, где познакомился с историей восточной (мусульманской) литературы. Становится знатоком истории и классической литературы народов Востока.
Однако жестокая нужда не позволила ему продолжать занятия и вынудила добывать хлеб насущный занятием баксы — певца, исполняющего под аккомпанемент дутара песни, дастаны на свадьбах, праздниках и пирушках.
Сначала распевал уже имевшиеся народные песни, а уже с 18-19 лет сам начал писать стихи и петь их, аккомпанируя себе на дутаре.
Когда Бердаху было 22-23 года, он женится на Бибитхан (Байытқан), дочери человека по имени Байманқул, выходца из подрода Кең танаў («широкие ноздри») каракалпакского рода Мүйтен. Бибитхан подарила ему 7-х детей — 5 дочек и 2 сыновей.
После смерти первой жены Бердах женился на девушке по имени Бағдагүл, дочери Бердибая, выходца из рода Қостамғалы. Она родила дочь Ярымхан.
Уже при жизни, в свои 25 лет, Бердах становится известным поэтом и певцом, который воспевал боли и страдания простого каракалпакского народа, и получает прозвище «Бердах-шаир» или «Бердах-баксы».
Важным моментом биографии Бердаха является встреча 25-26-летнего поэта с выдающимся каракалпакским поэтом-классиком Кунхожой, показавшим молодому коллеге его недостатки, учившемуся на произведениях Кунхожи и Ажинияза.
Он был современником и другом поэта Өтеша, правнука Жиена жыраў. Өтеш высоко оценивал Бердаха, подтверждением чему служит стихотворение, которое Өтеш посвятил Бердаху. Вспоминая прожитую жизнь, Бердах отмечает, что прошла она печально, не сбылись его заветные желания и мечты.
Со слов Бердаха мы знаем, что он лишь успел овладеть грамотой, занимаясь в старой школе. Он не увлекался религиозными книгами, а приобщался к светским знаниям, жадно приникал к роднику поэзии, читая творения великих поэтов-гуманистов — Навои, Физули, Махтумкули. Страстное стремление Бердаха к знаниям позволило ему стать образованным, передовым человеком своего времени. Он был прекрасно знаком с восточной классической и каракалпакской народной литературами.

## Творчество
БЕРДАХ для каракалпакского народа то же, что Пушкин — для русского, Шевченко — для украинского, Руставели — для грузинского, Навои — для узбекского, Абай — для казахского, Махтумкули — для туркменского. Творчество Бердаха — вершина каракалпакской классической литературы:3

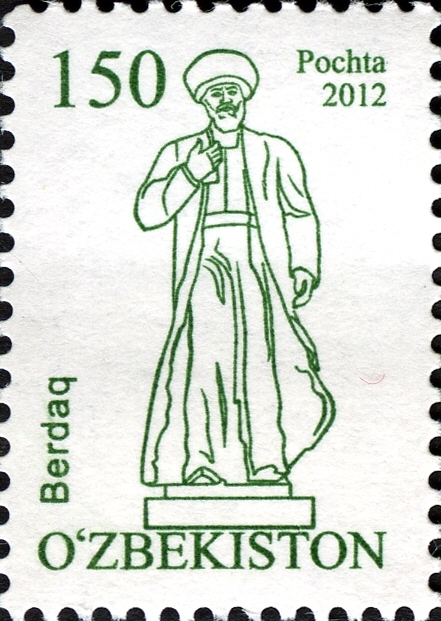
Бердах в почтовой марке Узбекистана в 2012 г.

В народе бытует немало рассказов и легенд о том, как и когда началось страстное увлечение Бердаха поэзией. Одни говорят: «Поэтическая муза Бердаха ещё в ту пору, когда он пас телят», другие утверждают: «Бердах ещё двенадцати — тринадцатилетним стал придумывать и исполнять песни». Вот что говорит сам поэт в одном из стихотворений:
В одиннадцать лет я пас телят,
Тогда же в лоно поэзии я был принят,
У меня, двенадцатилетнего, муза и дар так и бурлят,
Так я стал красноречивым.
…..
Двенадцатилетним иль тринадцатилетним
Стал я поэтом.
Ещё в детстве Бердах начинает слагать стихи. Сначала это были небольшие стихи, в которых он воспевал одних, иронизировал над другими.
До Октябрьской революции произведения Бердаха не издавались, они сохранились и дошли до нас лишь в рукописной или устной форме. С 1938 г. стихи Бердаха стали публиковаться в газетах и журналах, в отдельных сборниках. Выдающиеся русские ученые П. П. Иванов, Е. А. Бертельс, Н. А. Баскаков, К. К. Юдахин и другие, глубоко исследовавшие историю и литературу каракалпакского народа, высоко оценили творчество Бердаха.
Известный советский ученый С. П. Толстов пишет: «Бердах является вместе с тем первым историком каракалпаков. Созданное им „Шежире“, пусть в наивной форме традиционной „Родословной“, отражает тот же процесс развития национального самосознания каракалпакского народа, складывавшегося в условиях жестокой борьбы с хивинскими ханами-поработителями»
В многочисленных лирических стихах и поэмах Бердаха широко отражена социальная жизнь каракалпакского народа XVIII—XIX вв. Как поэт-демократ, Бердах оценивал события и общественные отношения своего времени с передовых позиций, проводил в своих произведениях идеи равноправия, гуманизма, патриотизма, беспощадно разоблачал эксплуататоров, выступал в защиту бедных, воспевал смельчаков, восставших против ханов и царей. По своему мировоззрению и общественно-политическим взглядам он далеко опередил современников.
Автор лирических, сатирических, дидактических стихов, исторических поэм («Родословная», «Айдос бий», «Амангельды», «Ерназар бий» и др.). Написал роман в стихах «Ақмақ патша» (Царь-самодур). Гуманистические взгляды отражены в стихах «Лучшие», «Никогда не было», «Эпоха» и других. Поэма «Родословная» основана на легендах о происхождении тюрков; в поэме «Амангельды» повествуется о борьбе каракалпаков против кокандского хана в XVIII веке; в поэмах «Айдос бий» и «Ерназар бий» показана борьба народа против гнёта хивинских ханов в 1827, 1828 и 1856 годах. Поэт прославлял труд, восставал против женского бесправия, ратовал за просвещение. Произведения Бердаха переведены на русский, казахский и другие языки.

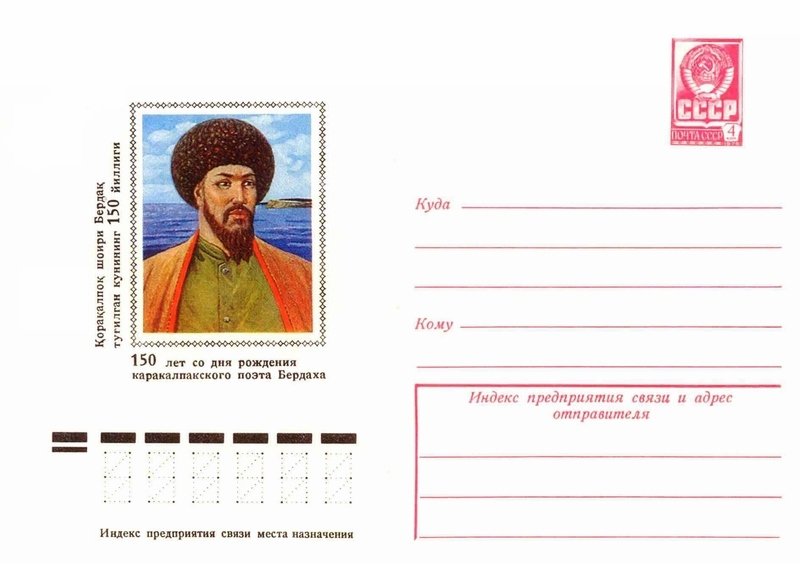
150 лет со дня рождения каракалпакского поэта Бердаха

В главном произведении поэме «Ақмақ патша» (Царь-самодур), в которой более трех тысяч строк, Бердах размышляет о несправедливом устройстве окружающего мира.

## Произведения

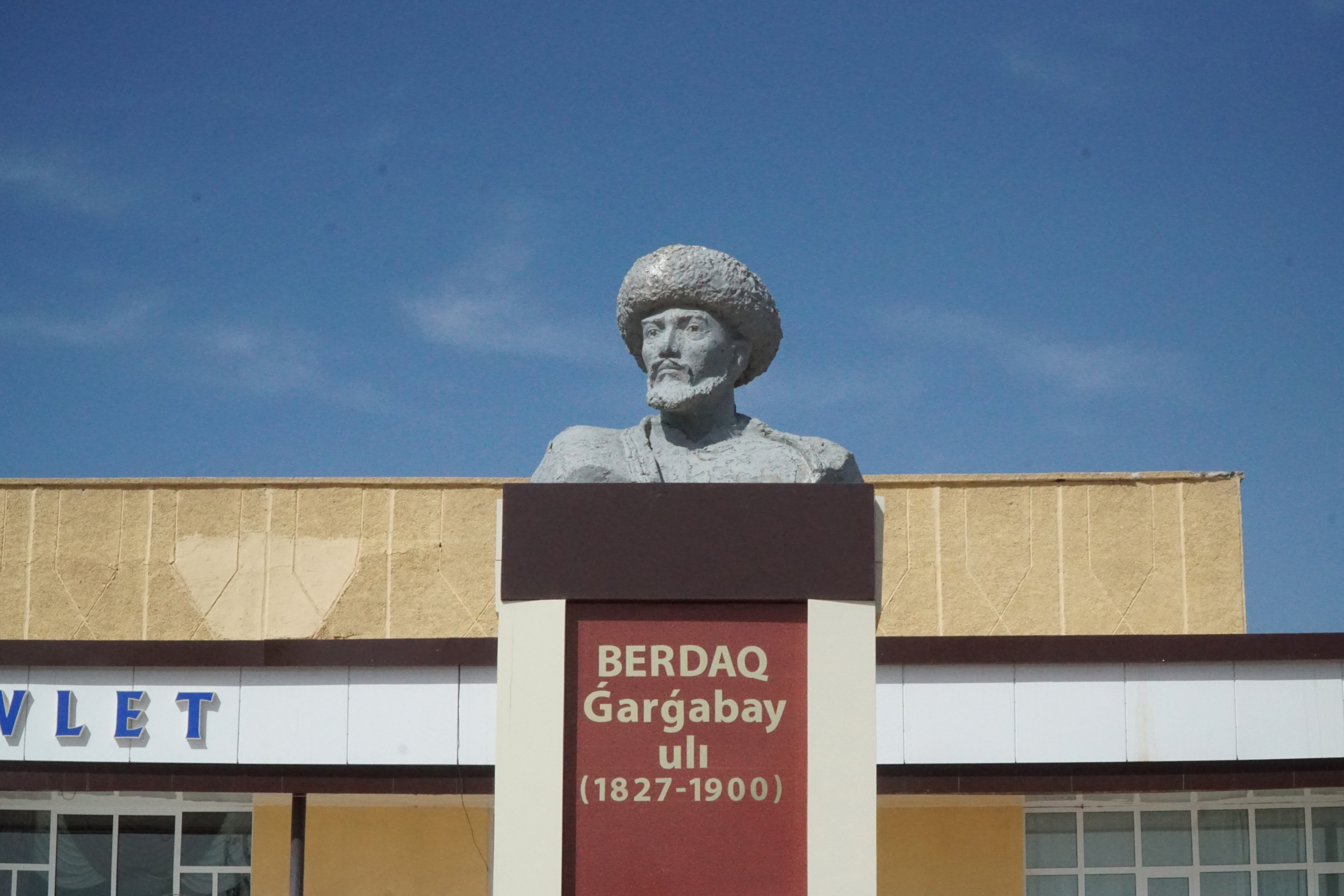
Бюст Бердаха в г. Муйнак, Рес. Каракалпакстан, Рес. Узбекистан

Поэмы и дастаны
1. «Амангельди»
2. «Айдос баба»
3. «Ерназар бий»
4. «Рәўшан»
5. «Шежире» («Родословная»)
6. «Хорезм»
7. «Ақмақ патша» («Царь-самодур»)

## Переводы на русский язык
- Бердах. Избранное / Пер. с каракалпакского Наума Гребнева. — Нукус: Каракалпакское гос. изд-во, 1958. — Тираж 10000.
- Бердах. Избранное / Пер. с каракалпакского Наума Гребнева. — Ташкент: Госиздат худ. лит. Узбекской ССР, 1958.
- Бердах. Избранная лирика / Пер. с каракалпакского Семёна Липкина, Наума Гребнева. — Нукус: Каракалпакстан, 1977. —  Тираж 2000.
- Бердах. Избранное / Пер. с каракалпакского Семёна Липкина, Наума Гребнева. — Ташкент: Изд-во Г. Гуляма, 1977. — Тираж 5000.
- Бердах. Избранная лирика / Пер. с каракалпакского Наума Гребнева. — Ташкент: Изд-во ЦК Компартии Узбекистана, 1984. — Тираж 355000.

## Память
В 1998 году в Нукусе был открыт Каракалпакский государственный музей имени Бердаха.
Каракалпакский государственный театр драммы имени К.Станиславского переименован в честь поэта.

### На почтовых марках

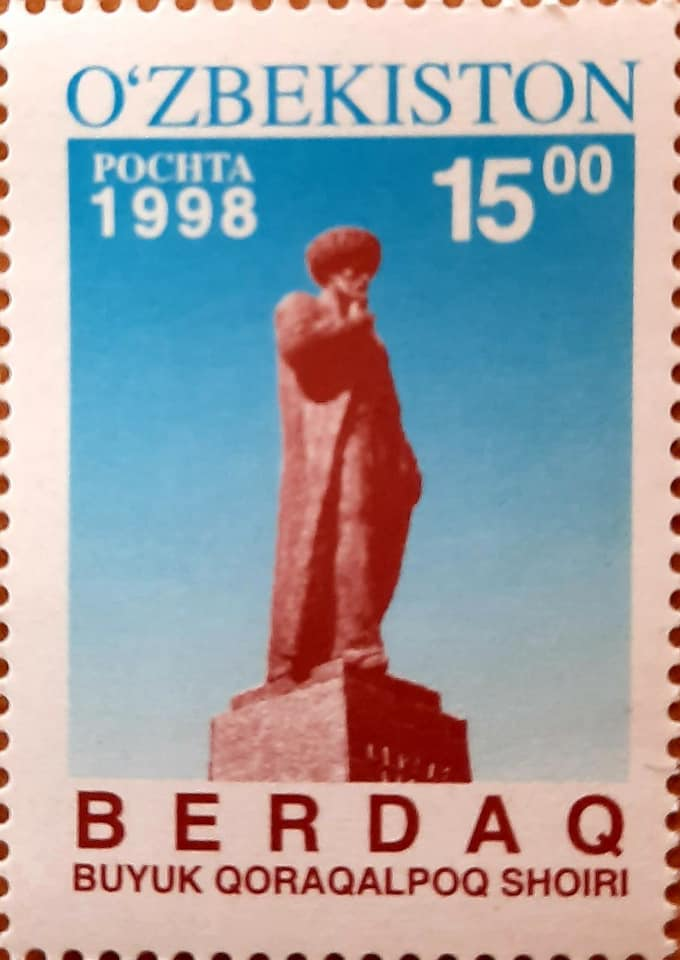
На узбекистанской почтовой марке